# Souprava metra NěVa

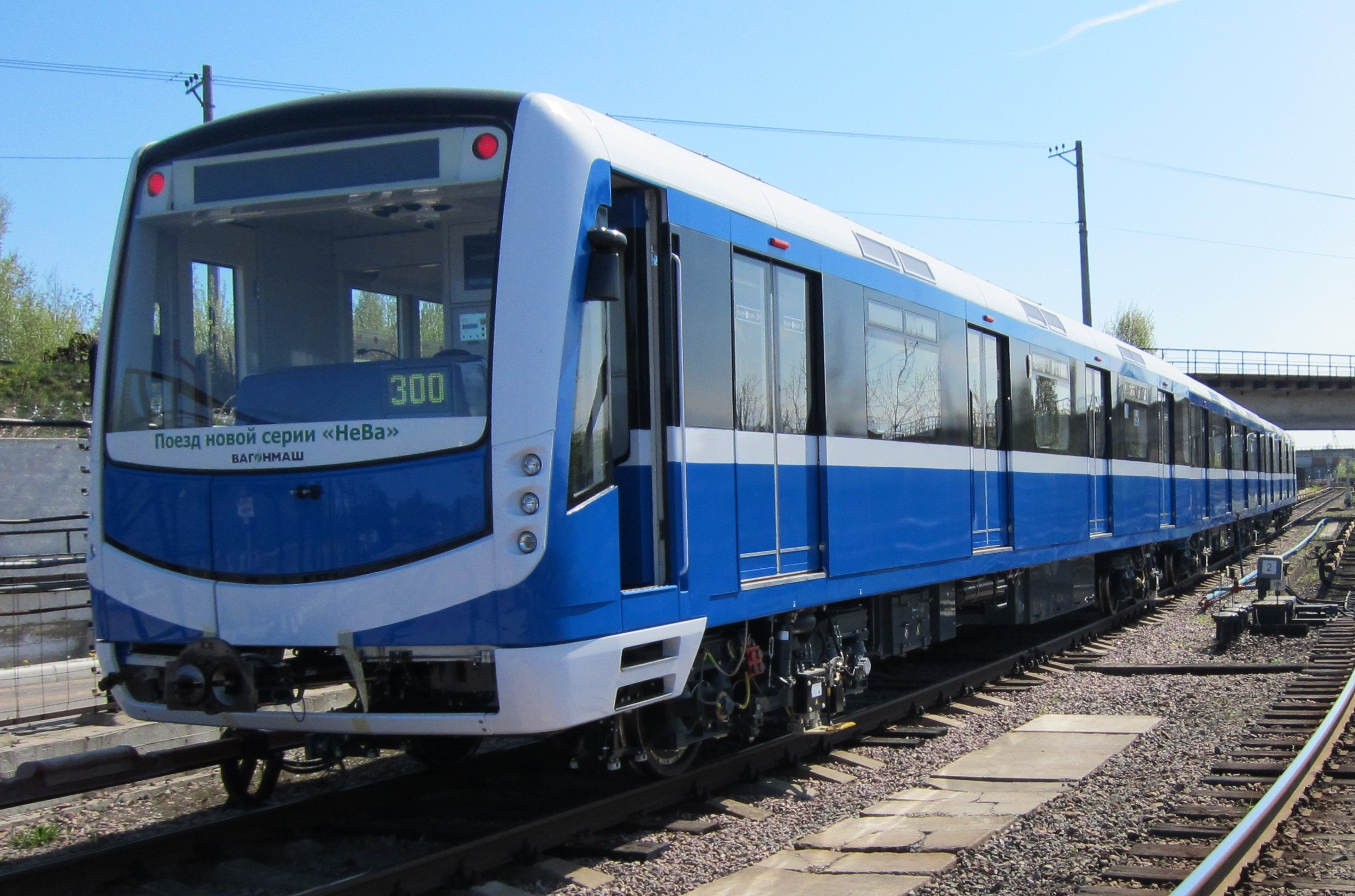
Souprava NěVa

Souprava metra NěVa byla vyvinuta českou Škodou Transportation a ruským Vagonmašem pro síť metra v Petrohradu (rozchod 1520 mm). První souprava byla dodána v prosinci 2012.

## Vybavení vozů
Šestivozovou soupravu metra pro Petrohrad tvoří dvě shodné vlakové části, které jsou spojeny zadními konci k sobě. Obě se skládají z motorového vozu se stanovištěm strojvedoucího 18 Mt (ruské jednotné označení 81-556), vloženého motorového vozu 19 Mt (81-557) a vloženého vozu bez pohonu 20 Mt (81-558). Motorový vůz je vybaven řídícím počítačem, trakčním kontejnerem, pneumatickou brzdou, baterií a vložený motorový vůz má navíc kompresorové soustrojí. Vložený vůz je také vybaven řídícím počítačem a pneumatickou brzdou. Většina elektrické výzbroje určené pro pohon soupravy je umístěna v trakčním kontejneru, který je zavěšen pod podlahou motorových vozů.
V každém voze jsou umístěny ventilační jednotky, které spolu s příjemným osvětlením zvyšují komfort při cestování petrohradským metrem. K dobré informovanosti cestujících přispívá audiovizuální informační systém, který doplňují reproduktory vlakového rozhlasu. Bezpečnost cestujících i řidiče zajišťuje moderní kamerový systém se záznamem dat. Hlavní výhodou soupravy je až o čtvrtinu nižší hmotnost oproti stávajícím vozům. Lehčí vozy mohou navíc využít rekuperaci energie při brzdění a jsou schopné ušetřit až čtyřicet procent elektrické energie oproti dnes provozovaným vozům.